# Spiranthes sylvatica
Spiranthes sylvatica är en orkidéart som beskrevs av Paul Martin Brown. Spiranthes sylvatica ingår i släktet skruvaxsläktet, och familjen orkidéer.
Artens utbredningsområde är Florida. Inga underarter finns listade i Catalogue of Life.